# Benuang
Benuang is een bestuurslaag in het regentschap Muara Enim van de provincie Zuid-Sumatra, Indonesië. Benuang telt 2405 inwoners (volkstelling 2010).